# Sonate voor piano (Palmgren)
De Finse componist Selim Palmgren voltooide zijn enige bewaard gebleven Sonate voor piano in 1901.
Palmgren werd door zijn docent Martin Wegelius op het spoor van de pianomuziek gezet. Palmgren had wel wat basis toen hij ging studeren in Helsinki, maar was zeventien en wist nog niet wat hij in de muziek wilde gaan doen. In 1895 nam Wegelius hem mee naar een concert van Ferruccio Busoni, die Scandinavië regelmatig aandeed. In 1901 schreef Palmgren zich in om in Berlijn (weer) les te nemen bij Busoni en in die periode voltooide hij dit werk. Palmgren zou later vooral bekend worden door zijn pianoconcerten, maar schreef meer dan 300 werkjes voor piano (al dan niet later gebundeld). Een tweede pianosonate in a mineur trok hij zelf terug en is sindsdien zoek.
Het werd daarbij een van de eerste Finse pianosonates, Jean Sibelius schreef er weliswaar ook een in 1893, maar destijds vond men de muziek van Palmgren meer bij de piano passen, dan het werk van Sibelius. Palmgren kwam met een vrij korte sonate in de stijl van de romantiek waardoor het vergeleken werd met muziek van Franz Liszt, Edvard Grieg, Pjotr Iljitsj Tsjaikovski en Robert Schumann. De opname van Ondine duidde vooral op de invloed van Grieg in de melodielijnen. De sonate kent drie delen:
- Un poco sostenuto
- Un poco moderato
- Finale. Molto allegro con spirito

Palmgren gaf zelf de première van dit werk in Helsinki.